# Valentín Beniak
Valentín Beniak (ur. 19 lutego 1894 w Chynoranach k. Topol'čan, zm. 6 listopada 1973 w Bratysławie) – słowacki poeta i tłumacz.
Początkowo studiował prawo, lecz studiów nie ukończył. W latach 1919–1939 pracował jako notariusz w Chynoranach i Nowej Bani, a do 1947 jako urzędnik w Bratysławie. W latach 1940–1945 był prezesem Stowarzyszenia Pisarzy Słowackich. Tłumaczył m.in. Williama Szekspira, Johanna Wolfganga von Goethego, Oscara Wilde’a, E. Kleista.
Na temat twórczości poety wypowiadali się J. Gregorec w Básnicky svet (Bratysława 1970) oraz K. Rosenbaum w Basnicka tvorba Valentina Beniaka (Bratysława 1981).

## Ważniejsze dzieła
- Thiahnime d'alej ablaky (1928)
- Král'ovská ret'az (1933)
- Lunapark (1936)
- Poštovy holub (1936)
- Vigilia (1939)
- Žofia (1941)
- Popolec (1942)
- Igric (1944)
- Hrachor (1967)